# Ecser
Ecser é uma cidade húngara e localiza-se no condado de Pest próxima à Budapeste, capital da Hungria. Possui 3.252 (em 2001) em 13,1 km², com uma densidade de 248,05 h/km².